# Kumbalangy
Kumbalangy är en del av en befolkad plats i Indien.   Den ligger i distriktet Ernākulam och delstaten Kerala, i den södra delen av landet, 2 100 km söder om huvudstaden New Delhi. Kumbalangy ligger 9 meter över havet och antalet invånare är 40 331.
Terrängen runt Kumbalangy är mycket platt. Havet är nära Kumbalangy västerut. Runt Kumbalangy är det mycket tätbefolkat, med 1 692 invånare per kvadratkilometer. Närmaste större samhälle är Kochi, 7,1 km norr om Kumbalangy. Trakten runt Kumbalangy består huvudsakligen av våtmarker.